# Italo-tunecinos

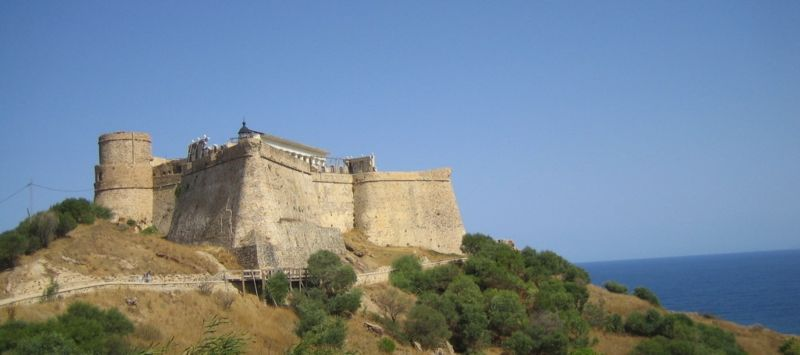
Fuerte genovés en la isla de Tabarka, cerca de Bizerta, en la costa norte de Túnez, frente a Cerdeña.

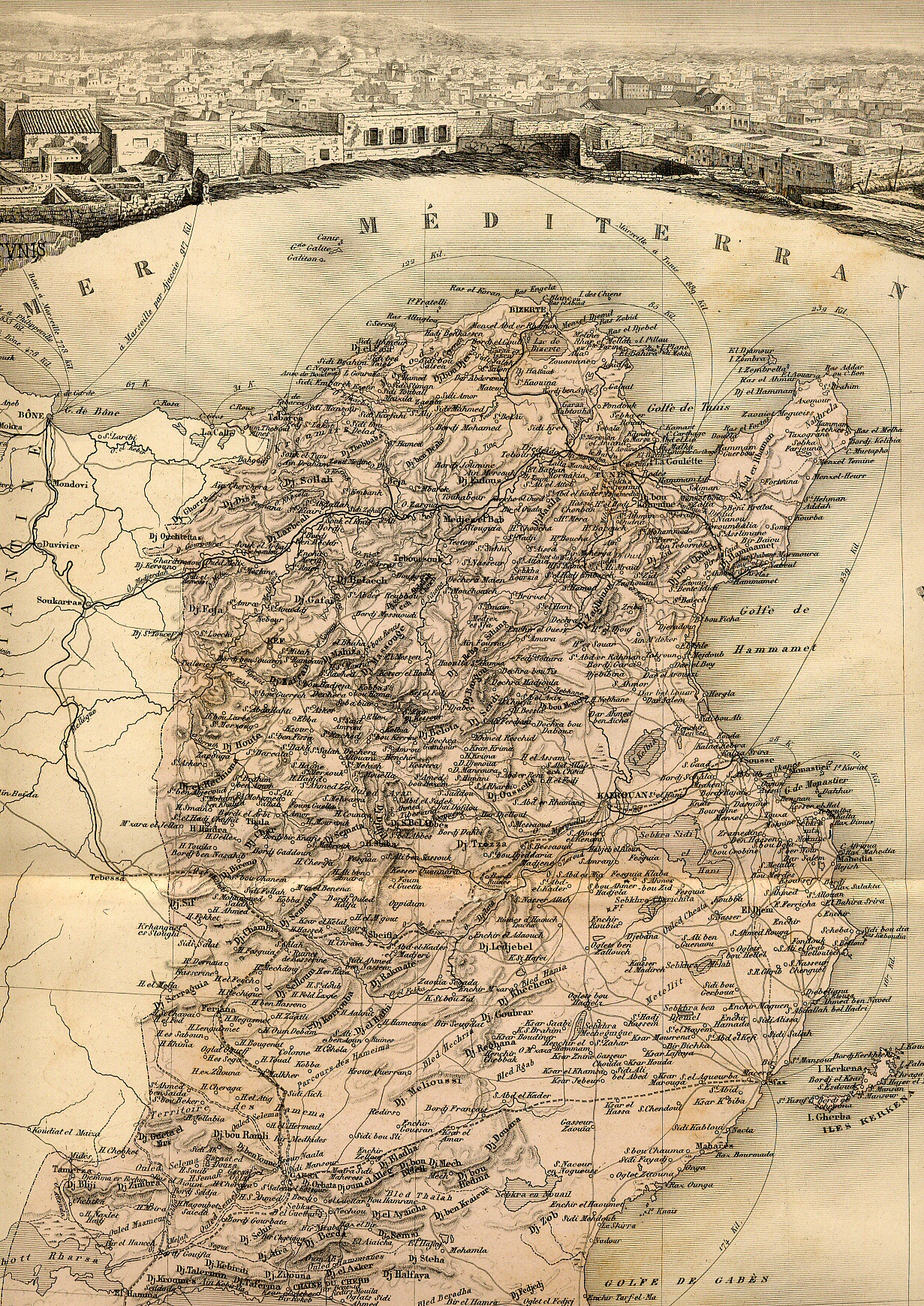
Mapa de Túnez en 1902, cuando los italianos de Túnez eran su mayor comunidad europea. La isla de Tabarka puede verse en plena resolución cerca de la frontera con Argelia.

Los Italo-tunecinos (o italianos de Túnez) son tunecinos de ascendencia  italiana. La migración y la colonización, en particular durante el siglo XIX, hicieron que un número importante de italianos se estableciera en Túnez.

## Presencia italiana en Túnez
La presencia de una numerosa comunidad de italianos en Túnez tiene orígenes antiguos, pero es a partir de la primera mitad del siglo XIX cuando su peso económico y social se hizo crítico en muchos ámbitos de la vida social del país.
La República de Génova era propietaria de la isla de Tabarka, cerca de Bizerta, donde la familia genovesa Lomellini, que había comprado la concesión de la pesca de coral a los turcos otomanos, mantuvo una guarnición desde 1540 a 1742. Todavía se pueden ver las ruinas de una fortaleza, una iglesia y algunos edificios genoveses. En Tabarka las ruinas consisten en un fosa que se usó una vez como iglesia y algunos fragmentos de paredes que pertenecían a edificios cristianos.
Los judíos italianos de Livorno crearon la primera comunidad extranjera en Túnez, después del siglo XVI. En esos siglos, el idioma italiano se convirtió en la lengua franca en el campo del comercio en el Magreb.

Después de las revoluciones de 1848 muchos patriotas italianos se refugiaron en Túnez; entre ellos estaban Giuseppe Morpurgo y Pompeo Sulema, de Livorno —incluso Garibaldi había llamado a Túnez en 1834 para asesorar al Bey Hussein sobre la administración de una marina moderna; regresó en 1849 y se alojó en el Palazzo Gnecco, rue de l'Ancienne Douane—. Entre los exiliados se encontraba Gustavo Módena, que se ganaba la vida enseñando italiano a la nobleza tunecina «smerciando participi» —venta ambulante de participios, en su propia expresión inventiva—. Sulema abrió una escuela regular que pronto fue patrocinada por la minoría judía, tanto local como de Leghorn, ya que no era confesional, mientras que los demás italianos preferían seguir la escuela de Rotonda y Visconti. Otra escuela italiana fue abierta en 1845 por Morpurgo, Luisada y Salone, a la que se unió más tarde Sulema, y fue cerrada en 1863. Las casas comerciales de la regencia en este período eran en su mayoría italianas (Bensasson, Fiorentino, Gutiérrez, Moreno, Peluffo, Sonnino.) El 4 de enero de 1874 la comunidad italiana, encabezada por el Cónsul, abrió una escuela primaria que fue financiada en parte por el Estado: al abrirla tenía 73 alumnos, la mitad de ellos de la comunidad judía. El secretario de estado del Bey, hoy diríamos que el primer ministro de la época, era a menudo un italiano. En 1859 la convención comercial entre el Bey de Túnez y el cónsul general de Austria, Giovanni Gasparo Merlato, se había redactado en italiano; no es de extrañar, ya que en el Imperio Austriaco como entidad federal, el idioma oficial de la Marina y la mayor parte del comercio era el italiano. Alrededor de principios del siglo XX había también un periódico italiano en Túnez, llamado L'Unione, que clamaba por la anexión del territorio; pero Francia se fue afianzando gradualmente y, después de 1902, los abogados extranjeros —la mayoría de ellos de nacionalidad italiana— no podían ejercer a menos que tuvieran un título francés, y la licencia de la Escuela Superior Italiana de Túnez no era adecuada para acceder a una universidad francesa.

Los primeros italianos que llegaron a Túnez a principios del siglo XIX eran principalmente comerciantes y profesionales en busca de nuevas oportunidades, procedentes de Liguria y de otras regiones del Italia del norte. En esos años, incluso un gran número de exiliados políticos italianos, relacionados con Giuseppe Mazzini y las organizaciones Carbonari, se vieron obligados a expatriarse a Túnez, para escapar de la opresión política promulgada por los Estados pre unitarios de la península italiana. Uno de ellos fue Giuseppe Garibaldi, en 1834 y 1849.
En un movimiento que prefiguró la Triple Alianza (1882), los intereses coloniales italianos en Túnez fueron en realidad alentados por los alemanes y austríacos a finales del siglo XIX para compensar los intereses franceses en la región y para mantener el equilibrio de poder percibido en Europa. Los austriacos también tenían interés en desviar la atención de Italia del Trentino.
A finales del siglo XIX, Túnez recibió la inmigración de decenas de miles de italianos, principalmente de Sicilia y también de Cerdeña, por lo que en los primeros años del siglo XX había más de 100.000 italianos residentes en Túnez, que se concentraron no únicamente en Túnez, Bizerta, La Goleta y Sfax, sino también en pequeñas ciudades como Zaghouan, Bouficha, Kélibia y  Ferryville.
En aquellos años, la comunidad italiana era la principal comunidad europea en el Protectorado Francés: Los sicilianos constituían el 72,5% de la población de la comunidad, mientras que el 16,3% provenía de Italia central —principalmente judíos toscanos—, el 3,8% eran sardos y el 2,5% de Italia septentrional —principalmente del Véneto y Emilia—.
La pequeña ciudad de La Goulette —llamada La Goletta por los italo-tunecinos— fue prácticamente desarrollada por inmigrantes italianos en el siglo XIX, que constituyeron casi la mitad de la población hasta la década de 1950 —la actriz internacional Claudia Cardinale nació allí en 1938—.
| Año | Tunecinos musulmanes | Judíos tunecinos | Franceses | Italo-tunecinos | Malteses | Total  |
| --- | -------------------- | ---------------- | --------- | --------------- | -------- | ------ |
| 1921 | 778                  | 1540             | 772       | 2449 (40,8%)    | 381      | 5997   |
| 1926 | 1998                 | 2074             | 1264      | 2921 (33,8%)    | 299      | 8653   |
| 1931 | 2274                 | 843              | 2233      | 3476 (37,5%)    | 332      | 9260   |
| 1936 | 2343                 | 1668             | 2713      | 3801 (35,0%)    | 265      | 10 862 |
| Censo (1921 a 1936) de La Goleta. De: Paul Sebag, Tunis. Histoire d'une ville, ed. L'Harmattan, París 1998 |                      |                  |           |                 |          |        |

La presencia de los italianos fue fundamental en el proceso de modernización cultural del país con la creación de diversas escuelas e institutos de cultura, con la fundación de periódicos y revistas en lengua italiana y con la construcción de hospitales, carreteras y pequeñas industrias manufactureras, todo ello apoyado por 
instituciones financieras italianas.
La Enciclopedia Británica afirma que «... después de 1862, sin embargo, el reino de Italia comenzó a interesarse profundamente en el futuro de Túnez. Cuando el país quebró en 1869, se estableció un triple control sobre las finanzas tunecinas, con controladores británicos, franceses e italianos. En 1880 los italianos compraron el ferrocarril británico de Túnez a La Goleta. Esta y otras acciones animaron a los franceses a actuar sobre el acuerdo secreto alcanzado con el ministro de Asuntos Exteriores británico en el Congreso de Berlín. En 1881, una fuerza francesa cruzó la frontera argelina con el pretexto de castigar a las tribus independientes Khmir o Kroumir en el noreste de la regencia y, quitándose rápidamente la máscara, avanzó hacia la capital y obligó al Bey a aceptar el protectorado francés. La conquista real del país no se llevó a cabo sin una lucha seria con la población musulmana existente, especialmente en Sfax; pero todo Túnez quedó completamente bajo la jurisdicción y administración francesa, apoyado por puestos militares en todos los puntos importantes. En 1883 la nueva situación bajo el protectorado francés fue reconocida por el gobierno británico retirando su jurisdicción consular en favor de los tribunales franceses, y en 1885 dejó de estar representada por un funcionario diplomático. Las otras potencias siguieron su ejemplo, excepto Italia, que no reconoció todas las consecuencias del protectorado francés hasta 1896 ...» 
El 30 de septiembre de 1896, Italia y Francia firmaron un tratado por el cual Italia reconocía virtualmente a Túnez como una dependencia francesa.

## Francia y el peligro italiano
La conquista francesa de Túnez en 1881, el llamado Schiaffo di Tunisi, creó muchos problemas a los italo-tunecinos, a quienes los gobernantes coloniales franceses consideraban como Le Peril Italien («el peligro italiano»).

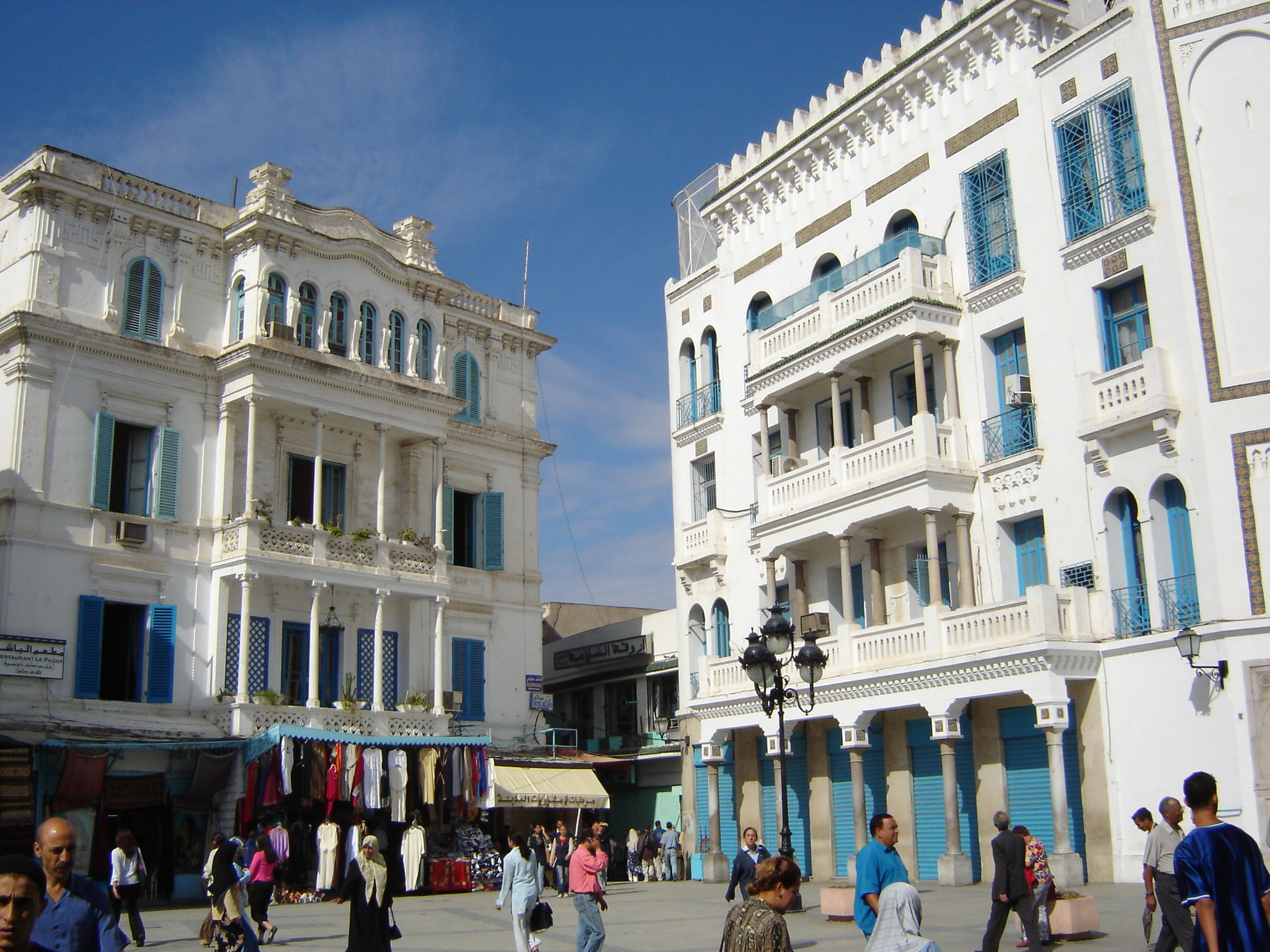
Edificios que muestran la influencia de la arquitectura italiana Liberty en Túnez.

En las ciudades tunecinas —como Túnez, Bizerta y La Goleta— había barrios muy poblados llamados «Pequeña Sicilia» o «Pequeña Calabria». Se abrieron escuelas, instituciones religiosas, orfanatos y hospitales italianos. La presencia italiana en Túnez, tanto a nivel popular como empresarial, fue tal que Francia puso en marcha con su experimentada diplomacia y su sólido sentido empresarial, el proceso que condujo al Tratado del Bardo y unos años más tarde a las Convenciones de La Marsa, que convirtieron a Túnez en un Protectorado de Francia en 1881.
De esta manera Francia inició su política de expansión económica y cultural en Túnez, abriendo escuelas gratuitas, difundiendo el idioma francés y permitiendo, previa solicitud, la ciudadanía francesa a los residentes extranjeros. Algunos sicilianos se convirtieron en franceses: en el censo de 1926 había 30.000 franceses «de lengua extranjera» en Túnez. Por ejemplo, asistiendo a las escuelas francesas gratuitas, Mario Scalesi, hijo de emigrantes sicilianos pobres, se convirtió en francófono y escribió en francés Les poèmes d'un maudit («Los poemas de un condenado») y fue así el primer poeta francófono del Magreb.
Incluso bajo el Protectorado, la emigración de trabajadores italianos a Túnez continuó sin cesar. Scalesi señaló que en 1910 había 105.000 italianos en Túnez, frente a 35.000 franceses, pero que entre los primeros sólo había 1.167 propietarios de tierras, con un total de 83.000 hectáreas, mientras que entre los franceses había 2.395 terratenientes que se habían apoderado de 700.000 hectáreas en la colonia. Un decreto francés de 1919 hizo que la adquisición de propiedades inmobiliarias fuera prácticamente prohibitiva para los italianos tunecinos, y esta actitud francesa hacia los italianos allanó el camino para las quejas de los Mussolini en las décadas de 1920 y 1930.
Con el ascenso de Benito Mussolini, los contrastes entre Roma y París se agudizaron también porque los italianos de Túnez se mostraron muy sensibles a la propaganda fascista y muchos de ellos se unieron en forma compacta a los ideales nacionalistas del fascismo del «Duce».
En efecto, los italianos de Túnez demostraron «ser desafiantemente nacionalistas y vigorosamente resistentes a la amalgama», y muchos de ellos se negaron —en muchos casos con vehemencia— a ser naturalizados por las autoridades francesas.

## Peticiones fascistas después de 1938

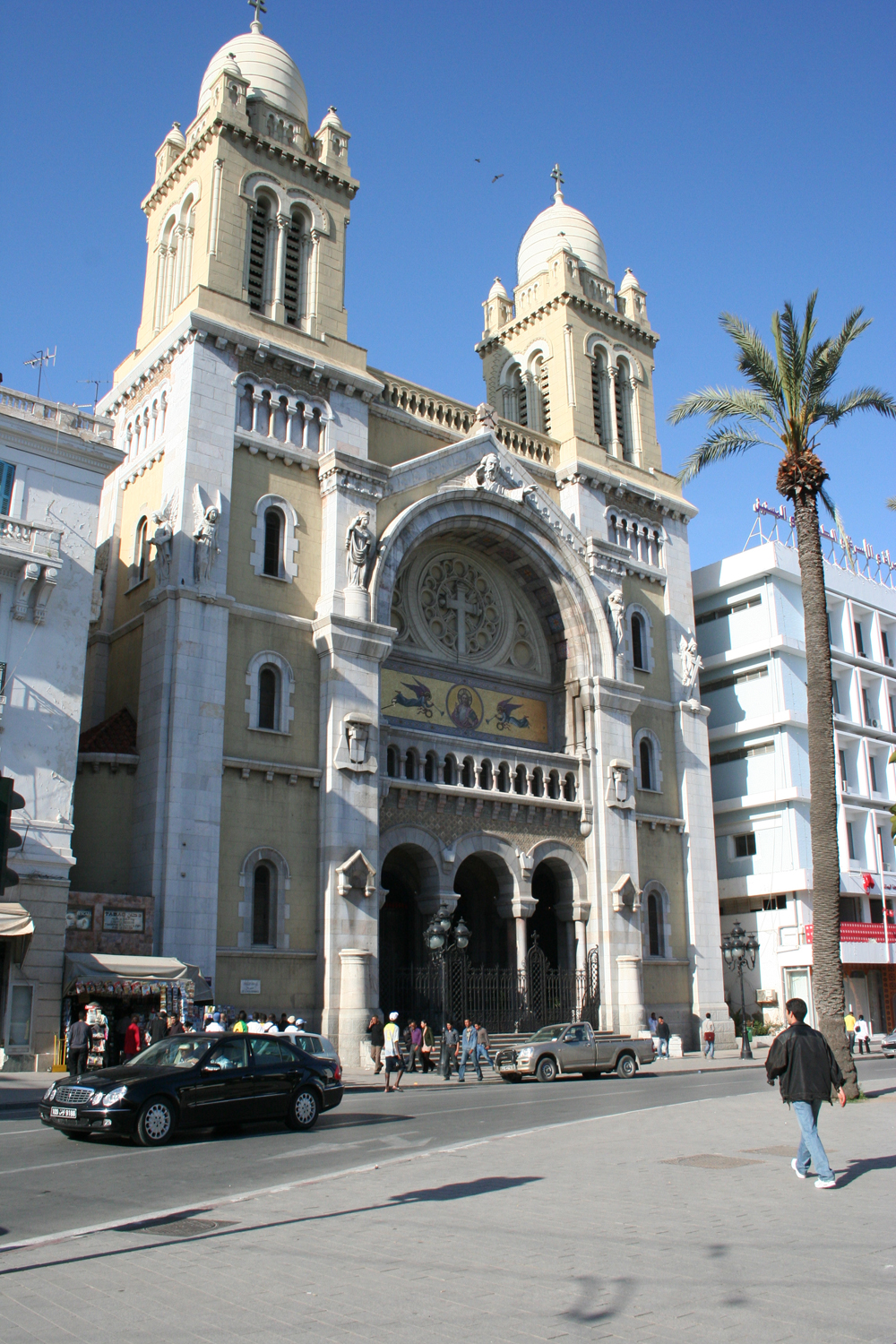
Catedral católica de Túnez, construida en estilo romano-bizantino.

El hecho de que el Gobierno francés promoviera activamente la ciudadanía francesa entre los italianos en Túnez fue una de las principales razones de la intervención directa de Mussolini en los problemas de Túnez. De 1910 a 1926, los italianos se vieron reducidos por esta política francesa de asimilación de 105.000 a menos de 90.000.
En el censo de 1926 de la colonia tunecina había 173.281 europeos, de los cuales 89.216 eran italianos, 71.020 franceses y 8.396 malteses. De hecho, esta fue una mayoría relativa que hizo que Laura Davi —en sus Memoires italiennes en Tunisie de 1936— escribiera que La Tunisia è una colonia italiana amministrata da funzionari francesi («Túnez es una colonia italiana administrada por funcionarios franceses»).
Inicialmente, durante la década de 1920, el fascismo promovió únicamente la defensa de los derechos nacionales y sociales de los italianos de Túnez frente a la tentativa de amalgama hecha por Francia. Mussolini abrió algunas instituciones financieras y bancos italianos —como la Banca siciliana— y algunos periódicos italianos —como L'Unione—, pero incluso hospitales, maestros, cines, escuelas —primarias y secundarias— y organizaciones de asistencia sanitaria italianas.
El March of Times —documental de la revista Time— de 1939 afirmaba que «...con un millón de soldados entrenados y su poderosa armada, Italia está en condiciones de ejecutar su plan de conquista del Mediterráneo. De todas las «ciruelas» del Mediterráneo, ninguna es tan tentadora para la Italia hambrienta de tierras como el protectorado norteafricano de Francia, Túnez. Durante casi 60 años, Túnez estuvo razonablemente satisfecho. El país es fértil, un gran productor de aceite de oliva y fertilizantes. Túnez tiene importancia estratégica en una importante guerra del Mediterráneo y podría hacer que Roma volviera a ser dueña de este mar. Los franceses emplean a un personaje musulmán, que, a cambio de su manutención, se supone que debe asegurar que la población musulmana esté contenta. El estado imperial fascista de Italia ha enviado hombres de avanzada a Túnez, por lo que hay más italianos en el Túnez francés que en todas las colonias africanas. Bien provistos de fondos fascistas, los cónsules de Italia y sus agentes han estado ocupados durante mucho tiempo socavando sistemáticamente la influencia de la autoridad francesa. Los bancos italianos son generosos con los colonos italianos, los italianos tienen sus propias escuelas leales al estado fascista de Italia y muchos periódicos tunecinos están subvencionados por Italia. Los agitadores profesionales fomentan activamente los problemas, magnificando los agravios, imaginarios o reales. Los programas de radio le dicen a los musulmanes que únicamente Mussolini es su protector. La pertenencia al Partido Fascista es casi obligatoria para todos los varones italianos en Túnez, y negarse a unirse significa el destierro virtual. Concedida la libertad de expresión y de reunión por la ley francesa, los líderes fascistas en Túnez se han vuelto ruidosos y agresivos al exigir privilegios especiales para los italianos, al mismo tiempo que denuncian al gobierno francés, que tolera sus actividades. Italia está construyendo edificios fácilmente convertibles para uso militar, y aumentando la población civil para apoyar una toma de posesión masiva...».
En 1940, Mussolini pidió a Francia que entregara Túnez —junto con Yibuti, Córcega y Niza— a Italia, cuando apenas comenzaba la Segunda Guerra Mundial. Sin embargo, no fue hasta noviembre de 1942 que las tropas italianas ocuparon, con la ayuda de Erwin Rommel, Túnez y se lo arrebataron al régimen de Vichy.

## Cuarta costa

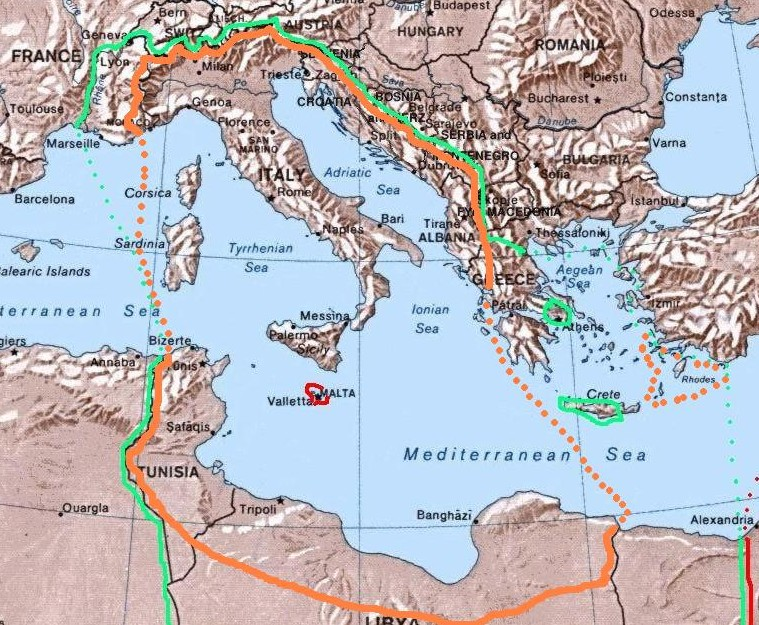
Mapa de la Cuarta costa —en color naranja en el norte de Libia—, la parte sur de la Gran Italia, un proyecto fascista para expandir las fronteras de Italia.

De hecho, no fue hasta finales de 1942 que las tropas italianas se apoderaron de Túnez, con el apoyo de las tropas del mariscal de campo alemán Erwin Rommel del Afrika Korps, de los administradores coloniales del régimen francés de Vichy.
Túnez se añadió administrativamente a la ya existente Libia Cuarta costa del norte de Italia, en el último intento de Mussolini de llevar a cabo el proyecto fascista de la Italia Imperial. En los primeros meses de 1943 se abrieron escuelas italianas en Túnez y Biserta, mientras que 4.000 tunecinos italianos se ofrecieron como voluntarios en el ejército italiano. También se reabrieron algunos periódicos y revistas italianos, que han sido cerrados por el gobierno francés a finales de los años 1930.
En los últimos meses de 1942 algunos tunecinos e italianos locales se unieron incluso al Partido Nacional Fascista en Túnez. Desde diciembre de 1942 hasta febrero de 1943 Túnez y la Libia italiana estuvieron bajo control italiano y administradas como Africa Settentrionale Italiana, pero más tarde los aliados conquistaron toda la Tripolitania italiana y el control italiano se redujo a la zona tunecina al oeste de la Línea Mareth.
Todo el territorio legalmente establecido del África septentrional italiana se disolvió a principios de 1943, pero Túnez siguió siendo el último territorio administrado de facto por Italia hasta que todo Túnez cayó ante las fuerzas americanas y británicas. En mayo de 1943 Túnez se añadió administrativamente a la Cuarta costa de Italia —en italiano Quarta Sponda— con Libia, en el último intento tentativo de realizar el proyecto de Mussolini de la Gran Italia.
Algunos italianos tunecinos participaron en el ejército italiano, pero en mayo de 1943 los aliados conquistaron todo Túnez y las autoridades francesas cerraron todas las escuelas y periódicos italianos. A partir de ese momento los italianos fueron acosados por el régimen francés y así comenzó un proceso de desaparición de la comunidad italiana en Túnez. Este proceso se vio sucesivamente agravado en los años 1950 por la guerra de independencia de los árabes tunecinos contra Francia.
En el censo de 1946, los italianos en Túnez fueron contabilizados en 84.935, pero en 1959 —tres años después de que muchos colonos italianos se marcharan a Italia o a Francia tras la independencia de Francia— únicamente eran 51.702, y en 1969 eran menos de 10.000. En 2005, solamente 900, concentrados principalmente en el área metropolitana de Túnez. Otros 2.000 italianos, según la Embajada de Italia en Túnez, son residentes «temporales», que trabajan como profesionales y técnicos para empresas italianas en diferentes zonas de Túnez.

## Legado

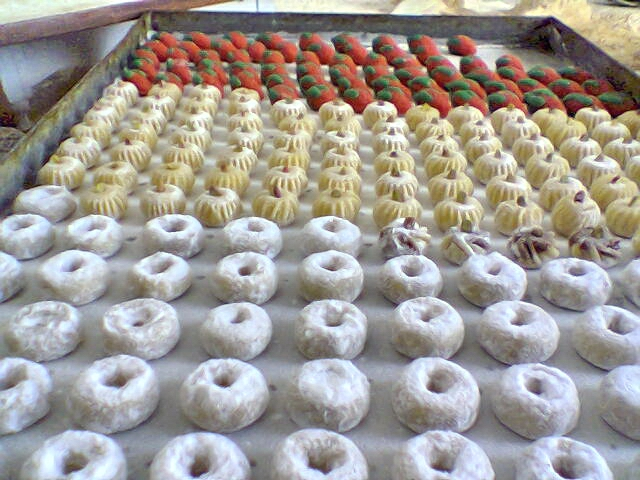
La influencia de la cultura siciliana se puede ver en estos pasteles tunecinos.

El legado de los italianos en Túnez es extenso. Va desde la construcción de carreteras y edificios hasta la literatura y la gastronomía (muchos platos tunecinos están fuertemente influenciados por la gastronomía siciliana).
La ciudad de La Goleta fue prácticamente creada por inmigrantes sicilianos durante el siglo XIX, con un barrio llamado "Piccola Sicilia" («Pequeña Sicilia», o "Petite Sicile" en francés). En 1926 había 2.449 italianos que vivían en esta ciudad cercana a Túnez —40,8% de una población total de 5.997—, mientras que la población francesa ascendía a 772. La actriz internacional italiana Claudia Cardinale, famosa por la película C'era una volta il West de Sergio Leone de 1968, nació en La Goleta en 1938.
Incluso el idioma tunecino tiene muchas palabras prestadas del idioma italiano. Por ejemplo, "fatchatta" del italiano "facciata" (fachada), "trino" del italiano "treno" (tren), "miziria" del italiano "miseria" (miseria), "jilat" del italiano "gelato" (helado), "guirra" del italiano "guerra" (guerra), etc.

## Lenguaje y religión
La mayoría de los italo-tunecinos hablan el árabe tunecino, el francés y cualquiera de los idiomas de Italia —especialmente el italiano, el siciliano y el napolitano—, mientras que los asimilados solamente hablan el árabe tunecino y el francés. En cuanto a la religión, la mayoría son cristianos católicos.

## Italo-tunecinos
Pequeña muestra de tunecinos famosos de ascendencia italiana:
- Sandra Milo, actriz internacional
- Claudia Cardinale, international actress
- Paul G. Comba, informático y astrónomo
- Carlos Marcello, don de la mafia estadounidense (nacido en Túnez)
- Nicola Pietrangeli, campeón internacional de tenis
- El presidente de Túnez, Béji Caïd Essebsi, era bisnieto de un marinero de élite sardo capturado, criado con la familia gobernante de Túnez en ese momento y luego liberado.[31][32]